# Janusz Rajski

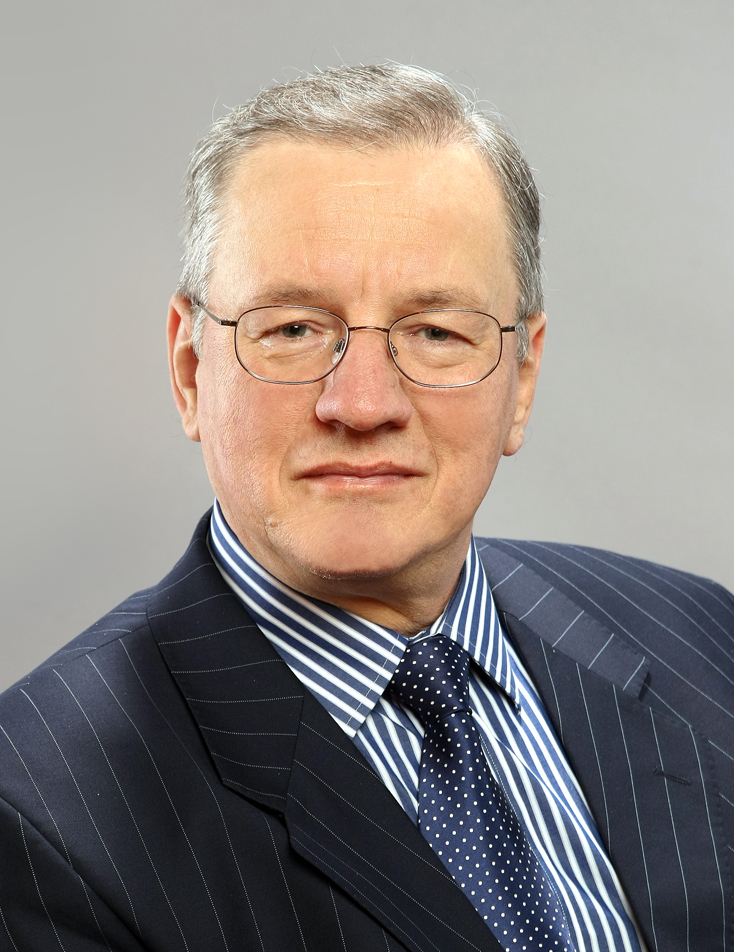
Profesor Janusz Rajski

Janusz Rajski (ur. 1950 w Szczecinie) – elektronik i informatyk, prof. dr inż., chief scientist oraz director of engineering w firmie Mentor Graphics Corporation (Wilsonville, OR, USA), doktor honoris causa Politechniki Poznańskiej (2013).

## Życiorys
Studia magisterskie rozpoczął na Wydziale Elektrycznym Politechniki Poznańskiej w 1968 roku, a od 1969 roku kontynuował je na Wydziale Elektroniki Politechniki Gdańskiej, gdzie w 1973 roku otrzymał tytuł zawodowy magistra inżyniera ze specjalnością automatyka i maszyny cyfrowe. W dniu 25 maja 1982 roku obronił pracę doktorską na Wydziale Elektrycznym Politechniki Poznańskiej. W 1984 roku rozpoczął pracę w Department of Electrical Engineering Uniwersytetu McGilla w Montrealu, gdzie od roku 1989 był zatrudniony jako associate professor with tenure. Na Uniwersytecie McGilla prowadził wykłady z projektowania układów i systemów cyfrowych, organizacji maszyn cyfrowych oraz testowania układów cyfrowych wielkiej skali integracji, a także współpracował z Bell Northern Research (BNR), Bell Canada, IBM, Canadian Microelectronics Corporation i Centre de Recherche Informatique de Montréal. W latach 1992–1994 dodatkowo profesor wizytujący na politechnice w Lozannie.
Od 1995 zatrudniony w firmie Mentor Graphics Corporation, USA. Jest odpowiedzialny za opracowywanie i wdrażanie nowych technologii testowania układów scalonych. W 2003 roku prezydent Rzeczypospolitej Polskiej nadał mu tytuł profesora nauk technicznych. Jest członkiem Institute of Electrical and Electronics Engineers (IEEE) w randze Fellow of IEEE.
Na jego dorobek naukowy składają się między innymi współautorska monografia, blisko 250 opublikowanych artykułów i referatów poświęconych problematyce testowania układów cyfrowych, oraz blisko 100 patentów USA i Unii Europejskiej. Liczba cytowań prac prof. Rajskiego obejmuje ponad 7500 pozycji (2013). Dwukrotny laureat nagrody im. Donalda O. Pedersona (1993, 2005) przyznanej przez IEEE Circuits and Systems Society za artykuły opublikowane w czasopiśmie IEEE Transactions on Computer-Aided Design of Integrated Circuits and Systems, oraz laureat nagrody im. Stephena Swerlinga przyznanej za opracowanie i wdrożenie technologii kompresji danych testowych.
Zainteresowania naukowo-badawcze obejmują zagadnienia dotyczące komputerowo wspomaganego projektowania i testowania scalonych układów cyfrowych wielkiej skali integracji i dotyczą takich dziedzin jak automatyczna generacja testów, kompresja danych testowych, symulacja uszkodzeń, projektowanie układów łatwo testowalnych, autotestowanie, modelowanie uszkodzeń, oraz synteza logiczna systemów cyfrowych.
Twórca pierwszej w świecie metody kompresji danych testowych, znanej pod rynkową nazwą TestKompress, przeznaczonej do wykrywania uszkodzeń w złożonych systemach cyfrowych wielkiej skali integracji. Technologia TestKompress ma potwierdzone zastosowania w układach wytwarzanych przez większość światowych producentów systemów cyfrowych – ponad 50% rocznej światowej produkcji cyfrowych układów scalonych klasy ASIC, w tym ponad 90% mikroprocesorów wykorzystuje tę technologię powszechnie uznawaną za jedno z najbardziej znaczących i wpływowych dokonań w dziedzinie testowania układów scalonych w ostatnich czterdziestu latach.
Był on w latach 1996-2000 członkiem grupy roboczej IEEE powołanej dla opracowania standardu IEEE P1500 obowiązującego w testowaniu systemów jednoukładowych. Jest członkiem zespołu International Technology Roadmap for Semiconductors. W latach 1993–1997 uczestniczył w pracach kanadyjskiej federalnej agencji grantowej Natural Sciences and Engineering Research Council. Był lub jest wieloletnim aktywnym członkiem komitetów programowych międzynarodowych konferencji naukowych oraz członkiem komitetów redakcyjnych wielu czasopism naukowych. Promotor lub współpromotor w 18 przewodach doktorskich na Uniwersytecie McGilla w Montrealu oraz na Wydziale Elektroniki i Telekomunikacji Politechniki Poznańskiej. Z jego inicjatywy w 2008 roku otwarto w Poznaniu, drugi po Katowicach, oddział badawczo-wdrożeniowy firmy Mentor Graphics w Polsce.